# 2a etapa del Tour de França de 2015
La 2a etapa del Tour de França de 2015 es disputà el diumenge 5 de juliol de 2015 sobre un recorregut de 166 km entre la vila d'Utrecht i l'illa artificial de Neeltje Jans, als Països Baixos. El nom oficial de l'etapa és Utrecht-Zélande, sent Zelanda el nom de la província on està situada l'illa.
El vencedor de l'etapa fou l'alemany André Greipel (Lotto Soudal), que s'imposà a l'esprint a Peter Sagan i Fabian Cancellara. Cancellara passà a liderar la general, mentre Greipel feia el mateix amb la classificació per punts. En la classificació general destacà el temps perdut per homes com Nairo Quintana, Alejandro Valverde, Vincenzo Nibali, Joaquim Rodríguez o Thibaut Pinot.

## Recorregut
Etapa totalment plana, sempre disputada a nivell del mar i en què la cota màxima és de tan sols 6 metres, a través de les províncies neerlandeses d'Utrecht, Holanda del Sud i Zelanda i en què la principal dificultat pot ser el vent en el seu tram final, molt obert a la costa del mar del Nord. L'etapa comença als peus del campanar de la Catedral de Sant Martí, per tot seguit dirigir-se cap a la barriada de De Meern. Un cop se surt de la ciutat l'etapa es dirigeix cap a Gouda i Rotterdam, on es disputa l'esprint intermedi del dia, L'etapa continua cap a l'oest, tot passant per Spijkenisse i Hellevoetsluis, abans de creuar Haringvliet i Grevelingen. El final és a Neeltje Jans, una illa artificial situada a l'entrada de la ria de l'Escalda, a la província de Zelanda.

## Desenvolupament de l'etapa

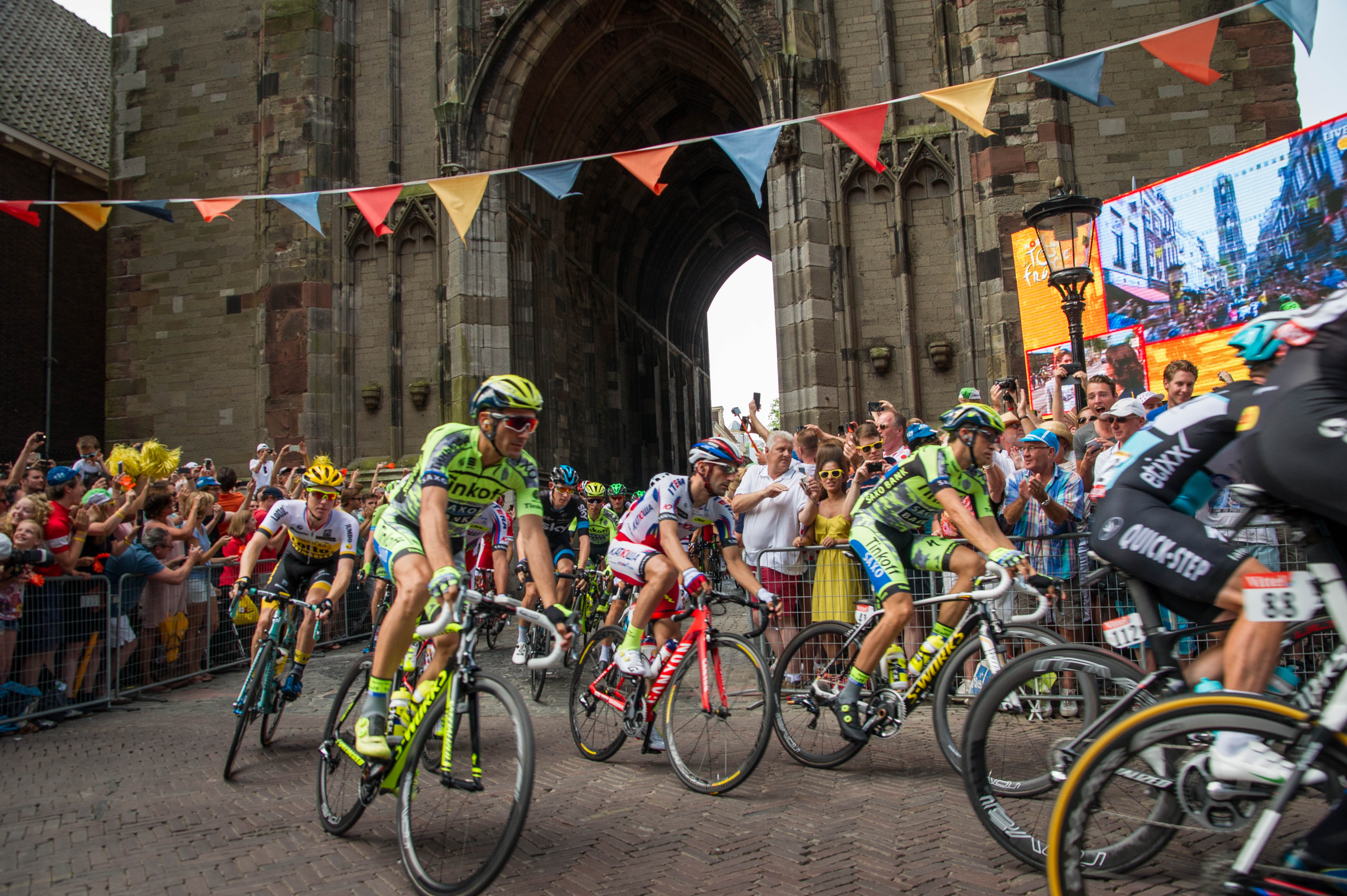
El gran grup a la sortida d'Utrecht.

Etapa disputada a un ritme molt elevat, en què els canvis de temps i el fort vent van provocar una revolució en la classificació general. Poc després de començar l'etapa, a Utrecht, amb sol i una temperatura propera als 30º, es va formar una escapada de quatre integrada per Perrig Quéméneur (Team Europcar), Armindo Fonseca (Bretagne-Séché Environnement), Jan Barta (Bora-Argon 18) i Stef Clement (IAM Cycling). El gran grup els va tenir controlats en tot moment i més quan abans d'arribar a Rotterdam (km 80,5) ja es produïen els primers trencaments del gran grup, amb Joaquim Rodríguez (Team Katusha) com un dels primers damnificats, per culpa del fort vent i el ritme endimoniat del Team Tinkoff-Saxo al capdavant seu. Poc abans de Rotterdam, Barta deixà enrere els seus companys d'escapada i passà en primera posició per l'esprint, però amb massa quilòmetres per al final tornà a ser agafat per Quéméneur i Fonseca, mentre Clement era reintegrat al gran grup.
A partir de Rotterdam els fets es van anar succeint a marxes forçades: pluja torrencial, vent, fred, caigudes, punxades i nous ventalls, amb el consegüent trencament del gran grup. El resultat va ser la neutralització total de l'escapada i que al capdavant quedés un grup de 25 ciclistes, amb Alberto Contador (Team Tinkoff-Saxo), Chris Froome (Team Sky), Tejay van Garderen (BMC Racing Team) i alguns dels millors esprintadors, mentre per darrere quedaven Nairo Quintana (Movistar Team) i Vincenzo Nibali (Astana Qazaqstan Team) i, novament, Joaquim Rodríguez. El grup capdavanter va anar ampliant les diferències fins a aconseguir 1' 28" en l'arribada.
En la victòria d'etapa Mark Cavendish (Etixx-Quick Step) va ser el primer a llançar l'esprint, però fou superat en els darrers metres per André Greipel (Lotto Soudal), que guanyà l'etapa sobre Peter Sagan (Team Tinkoff-Saxo), que per 12a vegada acabava segon en una etapa del Tour, i Fabian Cancellara (Trek Factory Racing), que amb la tercera posició passà a ser el nou líder gràcies a les bonificacions i al fet que el líder no formava part d'aquest primer grup. En les altres classificacions també hi hagué canvi de líder: Tom Dumoulin passà a liderar la classificació dels joves, Greipel la dels punts i el BMC Racing Team la dels equips, mentre Michał Kwiatkowski era nomenat el ciclista més combatiu de l'etapa.

## Resultats

### Classificació de l'etapa
|    | Ciclista                 | Equip               | Temps      |
| -- | ------------------------ | ------------------- | ---------- |
| 1  | André Greipel (GER)      | Lotto Soudal        | 3h 29' 03" |
| 2  | Peter Sagan (SVK)        | Team Tinkoff-Saxo   | m. t.      |
| 3  | Fabian Cancellara (SUI)  | Trek Factory Racing | m. t.      |
| 4  | Mark Cavendish (GBR)     | Etixx-Quick Step    | m. t.      |
| 5  | Daniel Oss (ITA)         | BMC Racing Team     | m. t.      |
| 6  | Greg Van Avermaet (BEL)  | BMC Racing Team     | m. t.      |
| 7  | Christopher Froome (GBR) | Team Sky            | m. t.      |
| 8  | Tom Dumoulin (NED)       | Team Giant-Alpecin  | m. t.      |
| 9  | Tony Martin (GER)        | Etixx-Quick Step    | m. t.      |
| 10 | Warren Barguil (FRA)     | Team Giant-Alpecin  | m. t.      |

### Punts atribuïts
| 1r  | Jan Barta (CZE)          | Bora-Argon 18                | 20 pts |
| 2n  | Stef Clement (NED)       | IAM Cycling                  | 17 pts |
| 3r  | Armindo Fonseca (FRA)    | Bretagne-Séché Environnement | 15 pts |
| 4t  | Perrig Quéméneur (FRA)   | Team Europcar                | 13 pts |
| 5è  | John Degenkolb (GER)     | Team Giant-Alpecin           | 11 pts |
| 6è  | Alexander Kristoff (NOR) | Team Katusha                 | 10 pts |
| 7è  | Peter Sagan (SVK)        | Team Tinkoff-Saxo            | 9 pts  |
| 8è  | Mark Cavendish (GBR)     | Etixx-Quick Step             | 8 pts  |
| 9è  | Nacer Bouhanni (FRA)     | Cofidis                      | 7 pts  |
| 10è | Bryan Coquard (FRA)      | Team Europcar                | 6 pts  |
| 11è | André Greipel (GER)      | Lotto Soudal                 | 5 pts  |
| 12è | Koen de Kort (NED)       | Team Giant-Alpecin           | 4 pts  |
| 13è | Kenneth Vanbilsen (BEL)  | Cofidis                      | 3 pts  |
| 14è | Daniele Bennati (ITA)    | Team Tinkoff-Saxo            | 2 pts  |
| 15è | Michael Schär (SUI)      | BMC Racing Team              | 1 pt   |

| 1r  | André Greipel (GER)      | Lotto Soudal        | 50 pts |
| 2n  | Peter Sagan (SVK)        | Team Tinkoff-Saxo   | 30 pts |
| 3r  | Fabian Cancellara (SUI)  | Trek Factory Racing | 20 pts |
| 4t  | Mark Cavendish (GBR)     | Etixx-Quick Step    | 18 pts |
| 5è  | Daniel Oss (ITA)         | BMC Racing Team     | 16 pts |
| 6è  | Greg Van Avermaet (BEL)  | BMC Racing Team     | 14 pts |
| 7è  | Christopher Froome (GBR) | Team Sky            | 12 pts |
| 8è  | Tom Dumoulin (NED)       | Team Giant-Alpecin  | 10 pts |
| 9è  | Tony Martin (GER)        | Etixx-Quick Step    | 8 pts  |
| 10è | Warren Barguil (FRA)     | Team Giant-Alpecin  | 7 pts  |
| 11è | Tejay van Garderen (USA) | BMC Racing Team     | 6 pts  |
| 12è | Geraint Thomas (GBR)     | Team Sky            | 5 pts  |
| 13è | Alberto Contador (ESP)   | Team Tinkoff-Saxo   | 4 pts  |
| 14è | Rigoberto Urán (COL)     | Etixx-Quick Step    | 3 pts  |
| 15è | Tony Gallopin (FRA)      | Lotto Soudal        | 2 pt   |

## Classificacions a la fi de l'etapa

### Classificació general
|    | Rider                    | Team                | Time       |
| -- | ------------------------ | ------------------- | ---------- |
| 1  | Fabian Cancellara (SUI)  | Trek Factory Racing | 3h 44' 01" |
| 2  | Tony Martin (GER)        | Etixx-Quick Step    | + 3"       |
| 3  | Tom Dumoulin (NED)       | Team Giant-Alpecin  | + 6"       |
| 4  | Peter Sagan (SVK)        | Team Tinkoff-Saxo   | + 33"      |
| 5  | Geraint Thomas (GBR)     | Team Sky            | + 35"      |
| 6  | Daniel Oss (ITA)         | BMC Racing Team     | + 42"      |
| 7  | Rigoberto Urán (COL)     | Etixx-Quick Step    | + 42"      |
| 8  | Tejay van Garderen (USA) | BMC Racing Team     | + 44"      |
| 9  | Greg Van Avermaet (BEL)  | BMC Racing Team     | + 48"      |
| 10 | Christopher Froome (GBR) | Team Sky            | + 48"      |

### Classificació per punts
|   | Ciclista                | Equip               | Punts |
| - | ----------------------- | ------------------- | ----- |
| 1 | André Greipel (GER)     | Lotto Soudal        | 55    |
| 2 | Peter Sagan (SVK)       | Team Tinkoff-Saxo   | 39    |
| 3 | Fabian Cancellara (SUI) | Trek Factory Racing | 35    |

### Classificació del millor jove
|   | Ciclista                 | Equip              | Temps      |
| - | ------------------------ | ------------------ | ---------- |
| 1 | Tom Dumoulin (NED)       | Team Giant-Alpecin | 3h 44' 07" |
| 2 | Peter Sagan (SVK)        | Team Tinkoff-Saxo  | + 27"      |
| 3 | Michał Kwiatkowski (POL) | Etixx-Quick Step   | + 1' 13"   |

### Classificació per equips
|    | Equip            | Temps   |
| -- | ---------------- | ------- |
| 1r | BMC Racing Team  | 46' 06" |
| 2n | Etixx-Quick Step | + 4"    |
| 3r | Team Sky         | + 51"   |

## Abandonaments
No es produí cap abandonament durant l'etapa.